# Yabocounda
Yabocounda (ou Yabacounda) est un village du Sénégal situé en Basse-Casamance, au nord-est d'Oulampane, à proximité de la frontière avec la Gambie. Il fait partie de la communauté rurale d'Oulampane, dans l'arrondissement de Sindian, le département de Bignona et la région de Ziguinchor.
Lors du dernier recensement (2002), la localité comptait 533 habitants et 74 ménages.